# Clara Lago
Clara Lago, född 6 mars 1990 i Madrid, är en spansk skådespelare.
Lago har bland annat medverkat i TV-serien Klanerna. Hon har även medverkat i filmen The Commuter.

## Filmografi (i urval)
- 2018 – The Commuter
- 2024 – Klanerna (TV-serie)